# Södermanlands runinskrifter 301
Runinskrift Sö 301, även kallad Ågestastenen, är en runsten vid Norråvägens anslutning till Ågestavägen, vid orten Stora Mellansjö i Ågesta, Huddinge kommun på Södertörn.

## Stenen

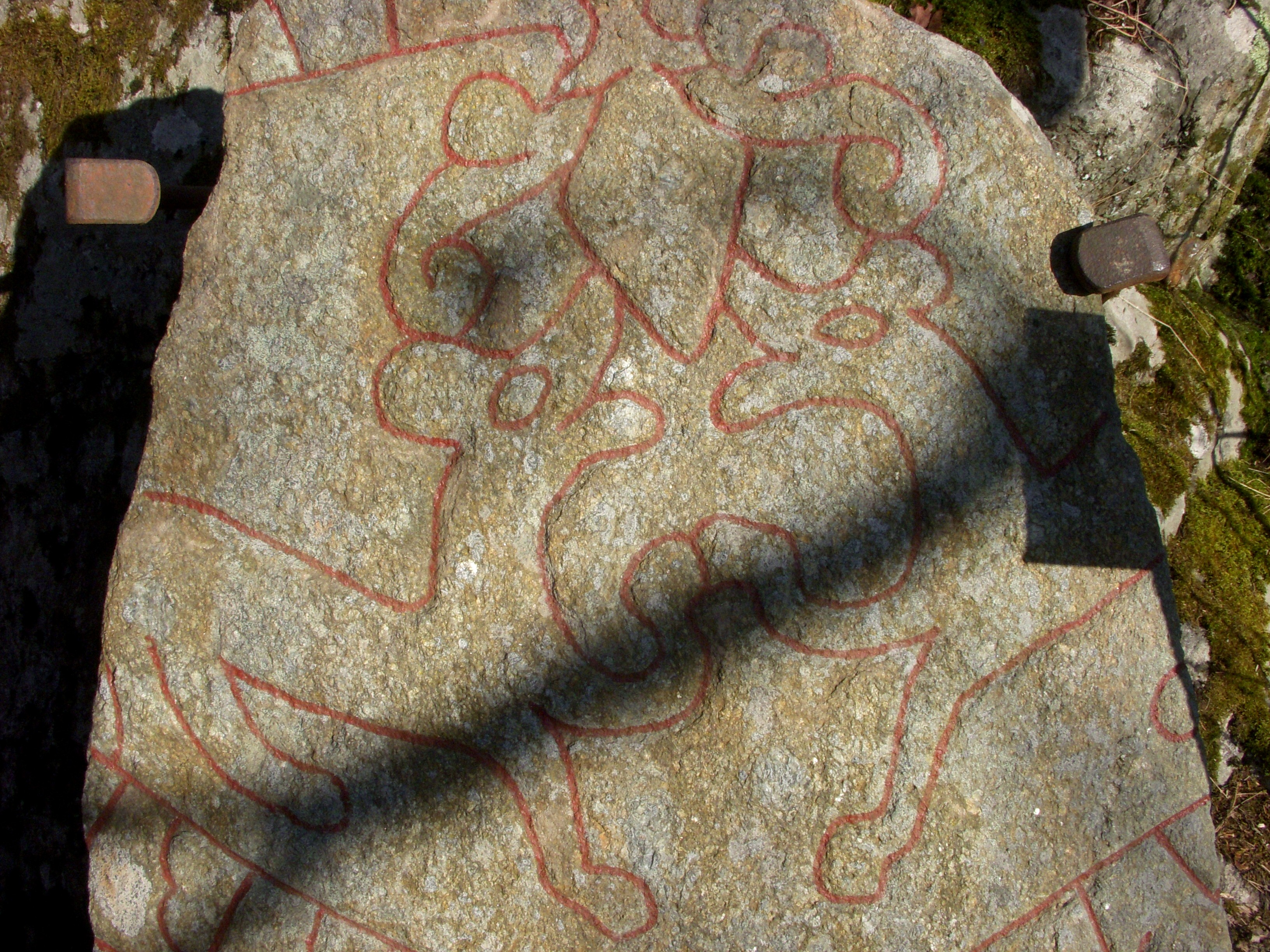
Detalj av djurmotivet.

Runstenen restes på 1000-talet vid den färdväg som korsade ån (dagens Norrån) mellan Magelungen och Ågestasjön, väl synlig för alla förbipasserande. Ursprungligen var den målad med starka färger i svart, vitt, rött och blått. När den gamla stenbron byggdes på 1850-talet sprängdes stenen sönder och bitarna kom till användning i den nya bron.
Idag återstår bara ett större fragment, som är 1,80 meter högt och består av grovkornig gnejs. Ågestastenens brottstycken har i senare tid plockats fram och reparerats och resultatet står nu intill en mindre bergknalle nära vägen.
Stenen pryds bland annat av två djurfigurer. Om deras symbolik och vad det är för djur finns många teorier, men inga slutgiltiga resultat. Mellan de båda djurens huvuden finns en så kallad palmett som anses vara en kristen livsträdssymbol. De båda djuren och palmetten blev förlagan till Huddinge hembygdsföreningens emblem som skapades 1970.

## Inskriften
Translitterering av runraden:
·· þuri[ʀ : auk] ...(u)i... ... [: s]taean ...f-- : o...-a : faþr ... ··
Normalisering till runsvenska:
Þoriʀ ok [S]væi[nn] ... stæin ... ... faður ...
Översättning till nusvenska:
Tore och Sven(?)... sten ... fader, vilket kan rekonstrueras till: «Tore och Sven reste denna sten efter sin fader.»

## Släktförhållanden
Ågestatenen antas höra ihop med Sö 290 som står på nordöstra sidan om Magelungen intill Farsta gård. De båda stenarnas omnämnda personer tillhörde förmodligen samma familj och sannolikt låg deras släktgård här någonstans utmed Magelungens östra strand. Farstastenen har följande text: 
Nusvenska: «Tore och Sven lät resa stenen efter Vinjut, sin broder, Helgas son.»

### Fotnoter
1. ↑  Fornminnesregistret: 55:1
2. ↑  Riksantikvarieämbetets informationsskylt vid stenen.
3. ↑  Fornminnesregistret: 191:1
4. ↑  Huddinge hembygdsföreningen.
5. 1 2  Samnordisk runtextdatabas, Sö 301, 2014
6. ↑  Elias Wessén, Erik Brate, red (1924-1936). Sveriges runinskrifter. Bd 3, Södermanlands runinskrifter. Stockholm: KVHAA. http://www.raa.se/runinskrifter/sri_sodermanland_b03_h04_text_2b.pdf
7. ↑  Informationstavla på platsen
8. ↑  Uppgiften om Farstastenen är hämtad från dess informationstavla med text av Anna Hed Jakobsson. Infogruppen i Huddinge kommun och Riksantikvarieämbetet, 1994.